# Enzian
El Enzian (en español genciana, una flor de montaña) fue un misil antiaéreo (SAM) desarrollado durante la Segunda Guerra Mundial por el Tercer Reich y el primero en utilizar un sistema de guiado por radio.

## Historia
Numerosos problemas, la mayoría de ellos de índole organizatoria, minaron su desarrollo en las últimas etapas de la guerra, antes de que fuese cancelado en enero de 1945, sin siquiera entrar en servicio. 

### El Me163 Komet no entra en servicio
Ya en 1943 estaba quedando claro que el interceptor de Messerschmitt Me 163 Komet iba a ser difícil de utilizar en combate. Aunque alzanzaba los 7500 m de altura de vuelo de los bombarderos aliados, sólo tenía unos pocos minutos para encontrarlos antes de que se le acabase el combustible. Aun si podía encontrarlos, tenía la difícil tarea de apuntar su armamento en la aproximación hacia un blanco que volaba unos 600 km/h más lento que él.

### Se sugiere el Flak Rakete 1
El Dr. Wurster de Messerschmitt sugirió una respuesta a este problema en la forma de Flak Rakete 1 (cohete antiaéreo) en el año 1943. El Flak Rakete era un cohete que debía volar justo en frente del blanco y estallar su gigantesca cabeza con 500 kg de explosivos. Esto solucionaba también el problema de la aceleración del arma, ya que al no haber piloto humano dentro del avión, el límite de aceleración en el despegue quedaba sin efecto, por lo que el cohete podía utilizar impulsores de combustible sólido adicionales, reduciendo la cantidad de combustible necesaria para alcanzar una gran altura. El resultado fue que, incluso con una cabeza de combate tan pesada, era necesario un fuselaje mucho más pequeño, tan pequeño que podía ser lanzado desde una plataforma del cañón antiaéreo de 88mm.

### Ahorrar materiales estratégicos
El diseño debía utilizar tanta madera como fuese posible, debido a la necesidad de conservar otros materiales estratégicos en la cada vez más deteriorante situación de la guerra. Por la misma razón se utilizó un motor modificado del Me 163, HWK 109-739, con bencina en vez del peróxido de hidrógeno empleado en los anteriores diseños de Hellmuth Walter.

## Sistema de guía
El cohete debía utilizar un sistema de guía terrestre por radio control. El operador debía volar el cohete cerca de la formación de bombarderos, apagar el motor y dejar que el cohete volara solo. Esto representaba un problema serio para el Enzian ya que el cohete se aproximaba al blanco desde el frente, tarea mucho más difícil para el operador. Los planes iniciales para resolver este problema fueron por lo general avanzados. El gran fuselaje dejaba suficiente espacio en la parte delantera como para llenarla de radares y equipamiento electrónico, como el sistema denominado Elsass. A corto plazo se planeó utilizar algún tipo de Espoleta de Proximidad junto con una cabeza de combate que tenía un radio letal nominal de 45 metros.

## Variaciones
Numerosas modificaciones fueron planeadas sobre el diseño básico, resultando en el FR-1, FR-2, FR-3, FR-4 y FR-5. El FR-5 fue considerado como un razonable punto de partida, ahora denominado Enzian E.1, y comenzó su desarrollo (y el del motor) en septiembre de 1943. Para mayo de 1944, 60 fuselajes habían sido fabricados y estaban esperando los motores. Con vistas a ganar información de vuelo, estos fuselajes fueron equipados con motores RATO y disparados en vuelos de pruebas. 

## Pruebas
Se llevaron a cabo 38 disparos de prueba, de los que se obtuvieron resultados bastante satisfactorios, aunque todavía seguía faltando el motor. Finalmente el Dr. Konrad, que estaba diseñando el motor del misil Rheintochter, modificó su diseño para que pudiese ser utilizado por el Enzian. Luego de algunos estudios se demostró que esta solución era mucho más eficiente y barata, por lo que en enero de 1945 ya no existían planes para usar el motor de Walter. La versión final, denominada E.4, estaba equipada con el motor de Konrad y fue considerada la variante de producción. 
Durante los vuelos de pruebas, se descubrió que ninguna de las espoletas de proximidad iban a ser útiles para el Enzian, por lo que se diseñó un sistema denominado Madrid, que es la razón por la que el Enzian sea famoso hoy en día. El Madrid disponía de una fotocélula infrarroja instalada en el frente de un espejo telescópico móvil, con pequeñas varillas de metal en frente de la célula con forma de cruz. Al mover el espejo de un lado a otro (o de arriba abajo), las varillas bloquearían más o menos la imagen del blanco, por lo que el sistema continuamente movería el espejo en ambas direcciones para intentar encontrar la dirección que maximizara la señal. Esto dejaba el espejo apuntando al blanco; entonces, todo lo que debía hacer el sistema de control del cohete era intentar apuntar el cohete en la misma dirección del espejo. Sin embargo, este sistema nunca fue desarrollado más allá de esquemas y bocetos. Años después, la US Navy (Marina de los Estados Unidos) adoptó este sistema y lo perfeccionó en el desarrollo del misil aire-aire AIM-9 Sidewinder.

## Se cancela el proyecto
El 7 de enero de 1945, todos los proyectos de la Luftwaffe fueron cancelados con objeto de concentrar todos los esfuerzos en sólo dos diseños, el del Messerschmitt Me 262 y el del Heinkel He 162.